# Экавьявахарика
Экавьявахарика (санскр. एकव्यावहारिक, IAST: Ekavyāvahārika, в будд. традиции — «те, чья практика даёт результаты в одно мгновение») — школа раннего буддизма, возникшая в III веке до н. э во время правления Ашоки, отделившись от школы Махасангхика.

## История
Местонахождение школы Экавьявахарика неизвестно. Однако, согласно тибетскому историку буддизма Таранатхе, она просуществовала до IV века. Таранатха рассматривал школы Экавьявахарика, Локоттаравада и Гокулика по существу как одно и то же. Это три группы, возникшие во время первого раскола школы Махасангхика. Таранатха даже рассматривал Экавьявахарику как общее название для школ Махасангхики. Энтони Вордер отмечает, что Экавьявахарика в более позднее время была едва известна и, возможно, просто рассматривалась как часть Махасангхики.

## Доктрина
Школа Экавьявахарика объявила сансару, нирвану и дхармы лишёнными всякой реальной субстанции и признала их тождество. Последователи Экавьявахарики полагали, что интеллект по природе своей пребывает выше всякой скверны. Школа уделяла внимание стратегии быстрого достижения «транса» средствами интенсивной психотехники.